# 1986 en Belgique
Chronologie de la Belgique
- 1982
- 1983
- 1984
- 1985
- 1986
- 1987
- 1988
- 1989
- 1990

Cette page recense des événements qui se sont produits durant l'année 1986 en Belgique.

## Chronologie

### Mai 1986
- 3 mai : la Belge Sandra Kim remporte le Concours Eurovision de la chanson à Bergen, en Norvège.

### Juin 1986
- 13 juin : une loi autorise dorénavant le prélèvement d'organes au moment du décès de tout citoyen belge, sauf si celui-ci a manifesté son opposition à tout prélèvement de son vivant.
- 28 juin : les Diables rouges terminent à la quatrième place lors de la Coupe du monde de football au Mexique.

### Décembre 1986
- 11 décembre : Namur devient officiellement la capitale de la Région wallonne.

## Culture

### Bande dessinée
- Tintin et l'Alph-Art.

### Littérature
- Prix Victor-Rossel : Jean-Claude Pirotte, Un été dans la combe
- Prix des lettres néerlandaises : Hugo Claus.

## Sciences
- Prix Francqui : Marc Wilmet (linguistique, ULB).

## Naissances
- 5 janvier : Jeanvion Yulu-Matondo, joueur de football.
- 10 janvier : Kirsten Flipkens, joueuse de tennis.
- 5 février : Niels Albert, coureur cycliste.
- 21 février : Amedeo de Belgique, fils de la princesse Astrid de Belgique et de l'archiduc Lorenz d'Autriche-Este.
- 4 mars : Tom de Mul, joueur de football.
- 10 avril : 
  - Olivia Borlée, athlète
  - Vincent Kompany, joueur de football.
- 28 mai : Eline Berings, athlète.
- 10 août : Frédéric Vervisch, pilote automobile.
- 6 novembre : Jason Vandelannoite, joueur de football.
- 3 décembre : Annelien Coorevits, Miss Belgique 2007.

## Décès
- 14 janvier : Walter Leblanc, artiste peintre
- 7 février : Armand Preud'homme, compositeur et organiste
- 23 février : Mathilde Boniface, femme politique
- 3 avril : Charles Moeller, théologien et écrivain
- 12 avril : 
  - Joseph Dervaes, coureur cycliste
  - François Neuville, coureur cycliste
- 2 juin : Daniel Sternefeld, compositeur et chef d'orchestre
- 30 juin : Jean Raine, artiste peintre, écrivain et cinéaste
- 4 juillet : Flor Peeters, compositeur et organiste
- 9 août : Jef Scherens, coureur cycliste
- 23 août : Charles Janssens, acteur
- 21 septembre : Pierre Wigny, homme politique
- 16 octobre : Arthur Grumiaux, violoniste
- 17 octobre : René Thirifays, joueur de football
- 31 octobre : Félicien Vervaecke, coureur cycliste
- 14 novembre : Roger Bastin, architecte
- 21 décembre : Willy Coppens, aviateur
- 28 décembre : Louis Van Lint, artiste peintre

## Statistiques
- Population totale au 1er janvier 1986 : 9 858 895 habitants[1].